# 에르난 페레스
에르난 아르세니오 페레스 곤살레스(스페인어: Hernán Arsenio Pérez González, 1989년 2월 25일 ~ )는 파라과이의 축구 선수이다.